# Ентоні Мосс
Ентоні Мосс (англ. Anthony Mosse; нар. 29 жовтня 1964) — новозеландський плавець.
Призер Олімпійських Ігор 1988 року, учасник 1984 року.
Призер Чемпіонату світу з водних видів спорту 1986 року.
Переможець Пантихоокеанського чемпіонату з плавання 1985 року, призер 1989 року.
Переможець Ігор Співдружності 1986, 1990 років.
Переможець літньої Універсіади 1987 року, призер 1983, 1985 років.